# Baldichieri d'Asti
Baldichieri d'Asti (Baudiché  en piemontès) és un municipi situat al territori de la província d'Asti, a la regió del Piemont (Itàlia).
Limita amb els municipis d'Asti, Castellero, Monale, Tigliole i Villafranca d'Asti.
Pertanyen al municipi les frazioni de Borgo Murati, Bricco Gianotti, Regione Mandoletta i Strada Capello.

## Galeria fotogràfica

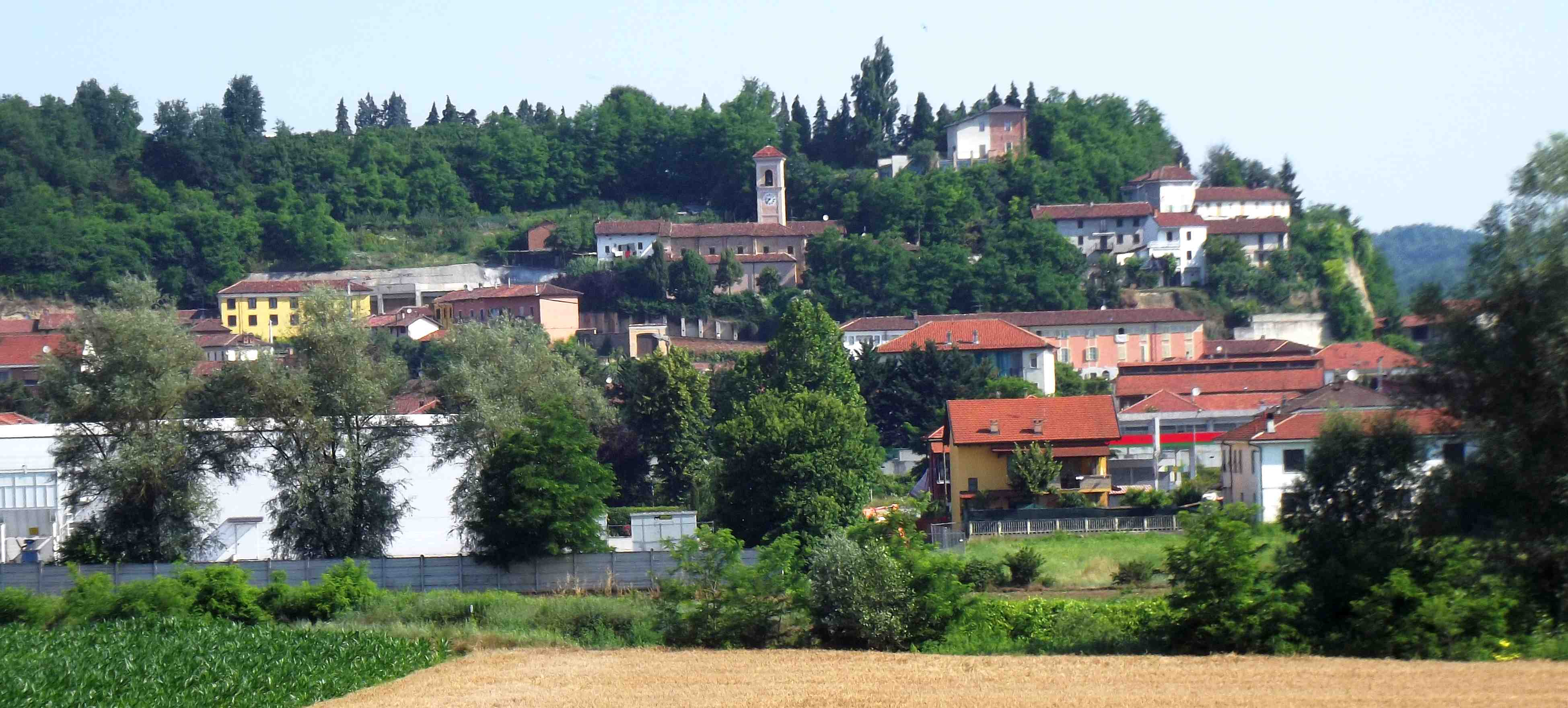
Panorama
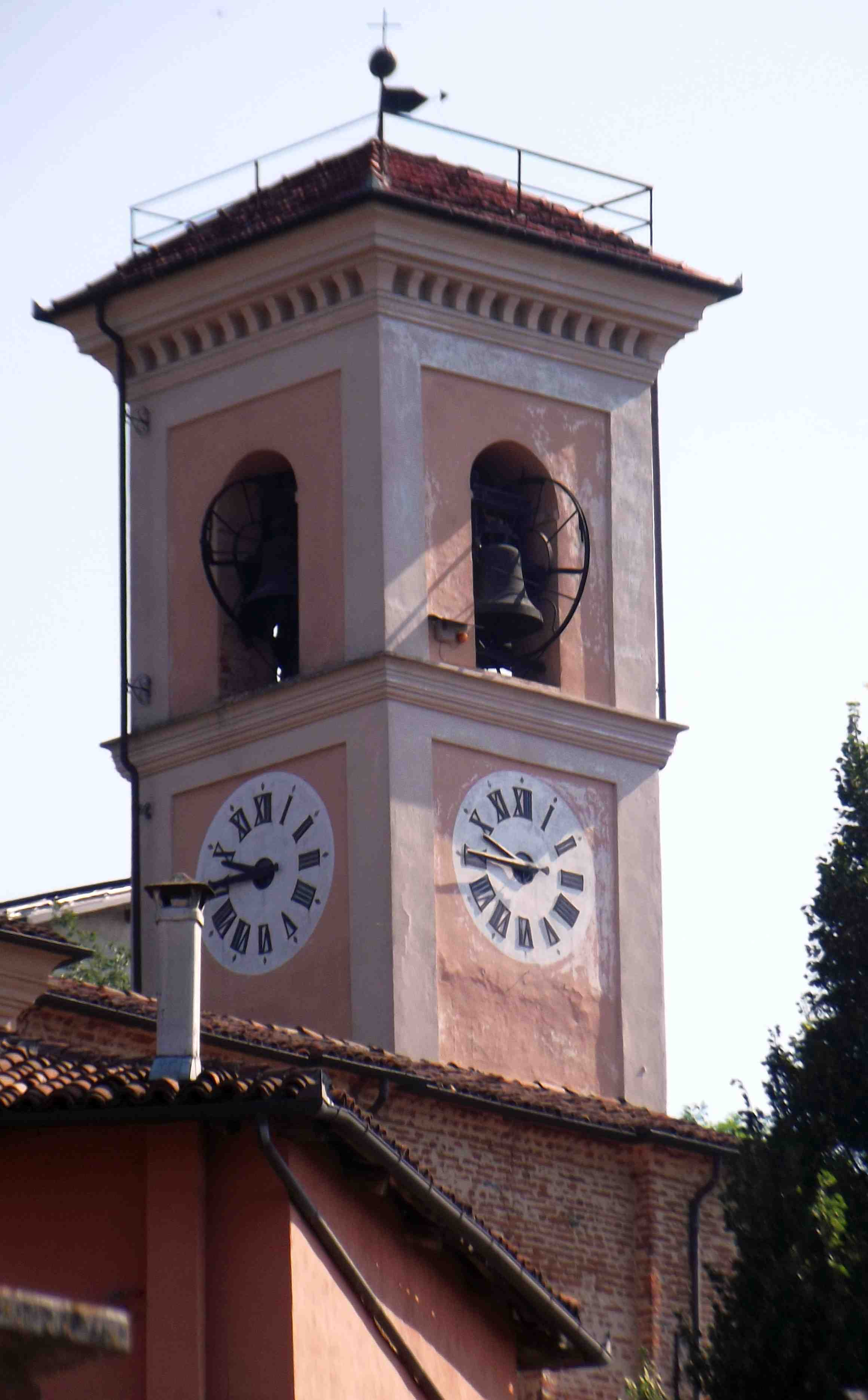
Campanar de S.Segon